# مریسا تومی
ماریسا تومِی (انگلیسی: Marisa Tomei؛ زادهٔ ۴ دسامبر ۱۹۶۴) بازیگر آمریکایی است. او جوایز مختلفی از قبیل یک جایزهٔ اسکار کسب کرده و همچنین نامزد دریافت یک جایزهٔ فیلم بفتا و یک جایزهٔ گلدن گلوب بوده است.
پس از بازی نقش‌های کوچک در چند فیلم، تومی به عرصه بین‌المللی آمد در سال ۱۹۹۲ با کمدی پسرعمویم وینی جایزهٔ اسکار بهترین بازیگر نقش مکمل زن را دریافت کرد. او برای فیلم‌های در اتاق خواب (۲۰۰۱) و کشتی‌گیر (۲۰۰۸) دو نامزدی برای دریافت جایزهٔ اسکار دریافت کرد.
تومی در تعدادی فیلم موفق ظاهر شده است؛ از جمله آنچه زنان می‌خواهند (۲۰۰۰)، مدیریت خشم (۲۰۰۳)، گرازهای وحشی (۲۰۰۷) و نیمه ماه مارس (۲۰۱۱). او همچنین نقش می پارکر را در دنیای سینمایی مارول بازی کرد و در فیلم‌های کاپیتان آمریکا: جنگ داخلی (۲۰۱۶)، مرد عنکبوتی: بازگشت به خانه (۲۰۱۷)، انتقام‌جویان: پایان بازی (۲۰۱۹)، مرد عنکبوتی: دور از خانه (۲۰۱۹) و مرد عنکبوتی: راهی به خانه نیست (۲۰۲۱) ظاهر شد.

## فیلم‌شناسی
| سال  | عنوان                                                |
| ---- | ---------------------------------------------------- |
| ۱۹۸۴ | بچه فلامینگو                                         |
| ۱۹۸۴ | انتقام‌جوی سمی                                        |
| ۱۹۸۶ | مبارزه برای باقی‌ماندن                                |
| ۱۹۹۱ | اسکار                                                |
| ۱۹۹۱ | زاندالی                                              |
| ۱۹۹۲ | پسرعمویم وینی                                        |
| ۱۹۹۲ | اعتدالین                                             |
| ۱۹۹۲ | چاپلین                                               |
| ۱۹۹۳ | قلب رام‌نشده                                          |
| ۱۹۹۴ | فقط تو                                               |
| ۱۹۹۴ | مقاله                                                |
| ۱۹۹۵ | خانواده پرز                                          |
| ۱۹۹۵ | چهار اتاق                                            |
| ۱۹۹۶ | قلاب ستاره‌ها را باز کنید                             |
| ۱۹۹۷ | A Brother's Kiss                                     |
| ۱۹۹۷ | به سارایوو خوش‌آمدید                                  |
| ۱۹۹۸ | زاغه‌های بورلی هیلز                                   |
| ۲۰۰۰ | تصادفات شاد                                          |
| ۲۰۰۰ | بیننده                                               |
| ۲۰۰۰ | آنچه زنان می‌خواهند                                   |
| ۲۰۰۰ | پادشاه جنگل                                          |
| ۲۰۰۰ | Dirk and Betty                                       |
| ۲۰۰۱ | در اتاق خواب                                         |
| ۲۰۰۱ | کسی مانند تو                                         |
| ۲۰۰۲ | The Wild Thornberrys Movie                           |
| ۲۰۰۲ | فقط یک بوسه                                          |
| ۲۰۰۲ | گورو                                                 |
| ۲۰۰۳ | مدیریت خشم                                           |
| ۲۰۰۴ | الفی                                                 |
| ۲۰۰۵ | معشوق                                                |
| ۲۰۰۵ | Marilyn Hotchkiss' Ballroom Dancing and Charm School |
| ۲۰۰۵ | خدمتکار                                              |
| ۲۰۰۶ | دانیکا                                               |
| ۲۰۰۷ | گریس رفته                                            |
| ۲۰۰۷ | گرازهای وحشی                                         |
| ۲۰۰۷ | پیش از آنکه شیطان بفهمد مرده‌ای                       |
| ۲۰۰۸ | جنگ، شرکت                                            |
| ۲۰۰۸ | کشتی‌گیر                                              |
| ۲۰۱۰ | سایروس                                               |
| ۲۰۱۱ | وکیل لینکلن                                          |
| ۲۰۱۱ | بلوار نجات                                           |
| ۲۰۱۱ | دیوانه‌وار، احمقانه، عشق                              |
| ۲۰۱۱ | نیمه ماه مارس                                        |
| ۲۰۱۲ | گریزناپذیر                                           |
| ۲۰۱۲ | راهنمایی والدین                                      |
| ۲۰۱۴ | عشق عجیب است                                         |
| ۲۰۱۴ | بازنویسی                                             |
| ۲۰۱۴ | پرسه‌زدن با قصد                                       |
| ۲۰۱۵ | لوازم یدکی                                           |
| ۲۰۱۵ | فاجعه                                                |
| ۲۰۱۵ | عاشق کوپرها باش                                      |
| ۲۰۱۵ | رکود بزرگ                                            |
| ۲۰۱۶ | کاپیتان آمریکا: جنگ داخلی                            |
| ۲۰۱۷ | مرد عنکبوتی: بازگشت به خانه                          |
| ۲۰۱۷ | شرایط آزمایشگاهی                                     |
| ۲۰۱۸ | اولین پاکسازی                                        |
| ۲۰۱۸ | بعد از همه‌چیز                                        |
| ۲۰۱۸ | شب تاریکی بود                                        |
| ۲۰۱۹ | انتقام‌جویان: پایان بازی                              |
| ۲۰۱۹ | فرانکی                                               |
| ۲۰۱۹ | مرد عنکبوتی: دور از خانه                             |
| ۲۰۱۹ | سرمایه انسانی                                        |
| ۲۰۲۰ | پادشاه استتن آیلند                                   |
| ۲۰۲۱ | مرد عنکبوتی: راهی به خانه نیست                       |
| ۲۰۲۲ | دیلیا رفته                                           |
| ۲۰۲۳ | او نزد من آمد                                        |
| ۲۰۲۴ | ارتقا یافته                                          |
| ۲۰۲۴ | جزر و مد                                             |